# Absalom Willis Robertson
Absalom Willis Robertson, född 27 maj 1887 i Martinsburg, West Virginia, död 1 november 1971 i Lexington, Virginia, var en amerikansk demokratisk politiker och militär. Han representerade delstaten Virginia i båda kamrarna av USA:s kongress, först i representanthuset 1933–1946 och sedan i senaten 1946–1966. Han var far till predikanten Pat Robertson.

## Biografi
Robertson växte upp i Virginia. Han studerade vid University of Richmond. Han avlade 1907  grundexamen och 1908 juristexamen. Han inledde sedan sin karriär som advokat i Buena Vista. Han tjänstgjorde i USA:s armé först på militärbasen Camp Lee och senare som major i generaladjutantens byrå i Washington, D.C. 1917–1919. Han flyttade sedan till Lexington där han återgick till arbetet som advokat.
Robertson blev invald i representanthuset i kongressvalet 1932. Han omvaldes sex gånger. Senator Carter Glass avled 1946 i ämbetet och Thomas G. Burch blev utnämnd till senaten fram till fyllnadsvalet senare samma år. Robertson vann fyllnadsvalet och omvaldes sedan 1948, 1954 och 1960. Han avgick i december 1966 och efterträddes av William B. Spong.
Robertson gravsattes på Stonewall Jackson Memorial Cemetery i Lexington, Virginia.